# Xyris cyperoides
Xyris cyperoides är en gräsväxtart som beskrevs av Henry Allan Gleason. Xyris cyperoides ingår i släktet Xyris och familjen Xyridaceae. Inga underarter finns listade i Catalogue of Life.